# Scheffersomyces segobiensis
Scheffersomyces segobiensis är en svampart som först beskrevs av Santa María & C. García, och fick sitt nu gällande namn av Kurtzman & M. Suzuki 20 10. Scheffersomyces segobiensis ingår i släktet Scheffersomyces och familjen Debaryomycetaceae.   Inga underarter finns listade i Catalogue of Life.